# I. e. 75
Évszázadok: i. e. 2. század – i. e. 1. század – 1. század
Évtizedek: i. e. 120-as évek – i. e. 110-es évek – i. e. 100-as évek – i. e. 90-es évek – i. e. 80-as évek – i. e. 70-es évek – i. e. 60-as évek – i. e. 50-es évek – i. e. 40-es évek – i. e. 30-as évek – i. e. 20-as évek
Évek: i. e. 80 – i. e. 79 – i. e. 78 – i. e. 77 –   i. e. 76 – i. e. 75 – i. e. 74 – i. e. 73 – i. e. 72 – i. e. 71 – i. e. 70

## Események

### Róma
- Caius Aurelius Cottát és Lucius Octaviust választják consulnak.
- Quintus Opimius néptribunus Aurelius Cotta támogatásával elfogadtatja a lex Aurelia de tribunis plebis törvényt, amely Sulla rendelkezéseit megváltoztatva lehetővé teszi a néptribunusok más magisztrátusi hivatalra is pályázhassanak. Opimiust beperlik Sulla törvényeinek megsértéséért és pénzbüntetésre ítélik.
- A sertoriusi háborúban Pompeius Valentiánál legyőzi Sertorius két legatusát, Perpennát és Herenniust, majd kifosztja a várost. Metellus a dél-hispaniai Italica városánál futamítja meg a lázadó Hirtuleiust. Sertorius meg akarja akadályozni a két római állami sereg egyesülését és megtámadja Pompeiust a Sucro folyónál, de csak döntetlent sikerül elérnie. Pompeius és Metellus egyesülve üldözőbe veszik Sertoriust és a saguntumi csatában mindkét fél súlyos veszteségeket szenved. Sertorius Clunia városába húzódik, amelyet ostrom alá vesznek, de a nagy veszteségek és a közelgő tél miatt Pompeius és Metellus téli táborba vonul.
- Cicerót Lilybaeumban (Szicília nyugati részén) quaestorrá választják.
- Iulius Caesar retorikai tanulmányok céljából Rodoszra utazik, de útközben kilikiai kalózok fogják el és 20 talentum váltságdíjat követelnek érte. Caesar felemeli a váltságdíjat 50 talentumra, mert a 20-at túl kevésnek érzi. Szabadon bocsátása után Caesar elfogatja és keresztre feszítteti a kalózokat.
- A klasszikus latin irodalom korának kezdete (hozzávetőleges időpont).

## Születések
- Han Jüan-ti, kínai császár
- Cnaeus Pompeius, Pompeius Magnus idősebb fia

## Fordítás
- Ez a szócikk részben vagy egészben  a(z)   75 av. J.-C. című francia Wikipédia-szócikk ezen változatának fordításán alapul.  Az eredeti cikk szerkesztőit annak laptörténete sorolja fel. Ez a jelzés csupán a megfogalmazás eredetét és a szerzői jogokat jelzi, nem szolgál a cikkben szereplő információk forrásmegjelöléseként.